# José Nazábal Mimendia
José Joxe Nazabal Mimendia (Zaldibia, 1 de juliol de 1951) és un ciclista basc, ja retirat, que fou professional entre 1975 i 1982.
Entre el 1975 i 1979 va córrer per l'equip Kas, on aconseguí els millors resultats. Destaquen una victòria d'etapa al Tour de França de 1977, amb final davant la fàbrica Kas, a Vitòria, i una altra a la Volta a Espanya del mateix any. El 1978 va ser suspès durant un mes després d'haver donat positiu per dopatge durant el Tour de França.

## Palmarès
- 1973 (amateur)
  - Vencedor d'una etapa al Tour de l'Avenir
- 1974 (amateur)
  - Vencedor d'una etapa al Tour de l'Avenir
- 1975
  - Campió d'Espanya per regions (amb Gipuskoa)
- 1976
  -  Campió d'Espanya de Muntanya (Gran Premi Navarra)
  - Campió d'Espanya per regions (amb Gipuskoa)
- 1977
  - 1r a la Vuelta a los Valles Mineros i vencedor d'una etapa
  - 1r a la Volta a Aragó i vencedor de 2 etapes
  - Vencedor d'una etapa a la Volta a Espanya
  - Vencedor d'una etapa al Tour de França
- 1978
  - 1r a la Vuelta a los Valles Mineros i vencedor de 2 etapes

### Resultats a la Volta a Espanya
- 1975. 23è de la classificació general
- 1976. 3r de la classificació general
- 1977. 21è de la classificació general. Vencedor d'una etapa
- 1978. 7è de la classificació general
- 1979. 46è de la classificació general
- 1980. Abandona (18a etapa)
- 1981. 43è de la classificació general

### Resultats al Tour de França
- 1977. Abandona (16a etapa). Vencedor d'una etapa
- 1978. Expulsat (18a etapa)

### Resultats al Giro d'Itàlia
- 1976. Abandona (21a etapa)